# Med lånade låtar & vänner till hjälp
Med lånade låtar & vänner till hjälp är ett album av Hasse Andersson med Kvinnaböske Band, Siw Malmkvist och Peps Persson, släppt 1984. Det placerade sig som högst på 35:e plats på försäljningslistan för album i Sverige.

## Låtlista
1. Honolulu
2. Svart eller vit
3. Käre John (med Siw)
4. En kväll i juni
5. Leka Med Elden (med Siw)
6. Take These Chains From My Heart (med Siw)
7. Little Band Of Gold
8. Corrine, Corrina (Med Peps)
9. For The Good Times
10. Sloop John B (med Peps)